# Momordica kirkii
Momordica kirkii  (лат.) — вид растений из рода Момордика (Momordica) семейства Тыквенные (Cucurbitaceae).

## Ботаническое описание
Лазающая или ползающая многолетняя лиана. Побег опушённый.
Листья от широкояйцевидной до сердцевидной формы, слабоопушённые, остроконечные, неглубоко 5-лопастные, с глубоко-сердцевидным основанием, до 7 см длиной и 7-8 см шириной. Черешки до 8,5 см длиной, опушённые.
Цветки раздельнополые, мужские по 1-4 в пазушных соцветиях, женские одиночные. Венчик жёлто-оранжевый.
Плод — веретеновидная опушённая ребристая тыквина до 3 см длиной и 0,5 см в диаметре, содержит 1-2 семени.

## Ареал
Юго-восток Африки: Танзания, Замбия, Зимбабве, Мозамбик, Ботсвана.